# Talon (DC Comics)
Talon is een fictieve superheld in het DC Universum.
Hij werd voor het eerst vermeld Teen Titans #38. Hij werd ook wel RED TALLON genoemd in de World War III-verhaallijn. Hij was lid van de Teen Titans tijdens het 1-jaar durende gat na de Infinite Crisis-verhaallijn. Zijn kostuum is gelijk aan het derde mannelijke Robin, maar de kleuren zijn omgedraaid.
Volgens een interview met Tony Daniel bij Newsarama moest eigenlijk lijken op Owlman. Tijdens zijn optreden in 52 #32 spreekt hij kleinerend over Osiris nadat hij hem ontmoet heeft, claimend "That kid would get his ass kicked on my Earth" (Dat kind zou ervan langs krijgen op mijn Aarde). Daarbij gaf hij een hint dat Talon misschien op dezelfde Aarde leefde als de Crime Syndicate. Hij vocht vaak tegen Black Adam met zijn Teen Titans tijdens World War III.